# Lesum
El Lesum es un río en el norte de Alemania, afluente derecho del Weser, navegable para barcos Clase III. Se forma en la confluencia de los ríos Wümme y Hamme, cerca de Ritterhude, al noroeste de Bremen. Fluye hacia el oeste y desemboca en el Weser en Bremen-Vegesack. Tiene 9,8 km de longitud.

## Curso
El Lesum está formado por la confluencia del Wümme de 118 km de largo con el Hamme de 48 km de largo entre el distrito de Bremen de Blockland y el Ritterhude de Baja Sajonia cerca del pueblo de Wasserhorst. Desemboca en el Weser cerca del distrito de Bremen de Vegesack. Si se considera Wümme y Lesum como un curso continuo del río, tiene una longitud de 128 kilómetros (con Haverbeeke 131 km) y, por lo tanto, es el tercer afluente más largo del Weser. La orilla norte del Lesum se encuentra en parte cerca, en parte directamente en la ladera sur del Osterholzer Geest, por lo tanto también se conoce como el Banco Alto. La orilla sur es una marisma plana y se conoce al oeste del distrito de Burg-Grambke como Werderland. Al igual que el bajo Wümme, el Lesum tiene cinturones de caña ecológicamente valiosos.
Además de sus cabeceras, el Lesum tiene otros dos afluentes notables:
- El Geestbach Ihle se levanta en el distrito de Ritterhuder de Ihlpohl.
- Creado en 1864, el Maschinenfleet drena grandes partes de los distritos de Bremen al noreste de la duna de Bremen, incluido el Blockland.